# 双氧配合物
双氧配合物（英語：Dioxygen complex）是包含O2作为配体的一类配位化合物。携氧蛋白例如肌红蛋白、血红蛋白、血紫蛋白和血青蛋白引起了人们对这类化合物的研究兴趣。一些过渡金属能与O2形成配合物，其中许多配合物的形成都是可逆的。O2的固定是许多重要现象中的第一步，例如细胞呼吸作用、腐蚀以及化学工业的生产。人工合成的双氧配合物最早在1938年制得，Co(II)的配合物可逆地结合了氧分子O2。

## O2的单核配合物
O2配体与单个金属中心原子有两种配位方式——端基配位(η1-)和边桥基配位(η2-)。这些化合物的成键与结构通常用单晶X射线晶体学鉴别，既要注重配合物的空间构型，也要测定两个氧原子的间距，以便推算它的键级。

### η1-O2配合物
钴(II)的O2的加合物和铁(II)的卟啉配合物以及相关的阴离子配体采用这种配位方式。肌红蛋白和血红蛋白是两个著名的例子，许多人工合成的类似物质也被认为具有相似的性质。O2的络合通常可以看作从金属(II)中心到氧分子的电荷转移，产生超氧根离子（O2-），同时中心原子氧化态变为+III。

### η2-O2配合物
η2的配位方式是双氧配位化学最常见的。这类配合物可以由低氧化态的金属配合物与氧气直接反应制得。例如，沃什卡配合物是羰基二(三苯基膦)氯化铱可逆地结合O2形成的（Ph = C6H5）：
IrCl(CO)(PPh3)2  +  O2 {\displaystyle {\overrightarrow {\leftarrow }}}   IrCl(CO)(PPh3)2O2
这个过程被认为是双电子氧化还原反应：Ir(I)被氧化成Ir(III)而氧气被还原成过氧根。因为基态O2分子是三线态的，而沃什卡配合物中是单线态的，因此使用单线态氧能加快反应。
包含η2-O2配体的配合物是相当常见的，但其中多数都是用过氧化氢而不是氧气来制备的。铬酸根（CrO42-）能与过氧化氢发生过氧链的转移反应，生成[Cr(O2)4]2-。水合钛（IV）离子与过氧化氢的反应产生颜色鲜艳的过氧基配合物，该反应可用于鉴别钛离子和过氧化氢。钒也可以发生类似的显色反应。

## O2的双核配合物
O2同样能通过类似的方式与双金属单元中的一个金属原子形成配合物。一个自然界中著名的例子是血紫蛋白，通过羟桥连接的双铁中心分别与二元羧酸根离子的两端配位。双核配合物也能共同与O2配位，尽管反应开始时O2可能进攻单键。这些配位方式包括μ2-η2、η2-、μ2-η1、η1-和μ2-η1、η2-。根据双金属中心电子转移的程度可将它们分为两类——过氧配合物和超氧配合物。自然界中这类双氧配合物通常含有铜。

## 与其他含氧配体的关系及应用
双氧配合物是许多含氧配合物的前体。金属氧基配合物（Metal oxo compounds）是由双氧配合物形成后O-O键断裂得到的。过氧配合物可以通过金属还原双氧配合物制得。金属催化剂催化下O2的还原反应是燃料电池中重要的半反应。
金属催化的氧化反应需要经过双氧配合物的中间体，尽管实际的氧化剂通常是含氧衍生物。O2与金属配合物的可逆结合已经被用于从空气中提纯氧气，但是液态空气低温分馏法依旧是主流方法。